# Congregación para la Evangelización de los Pueblos

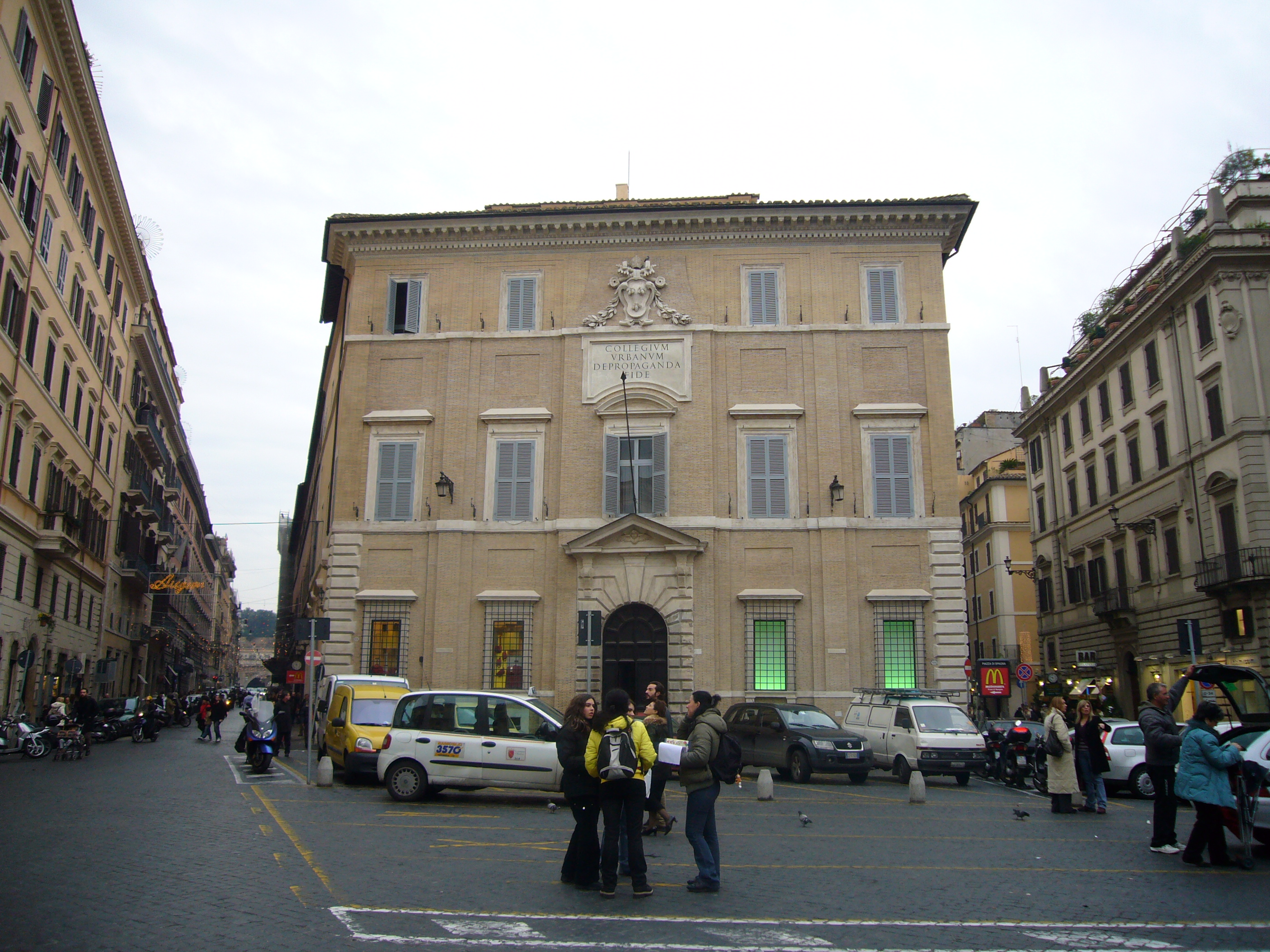
Sede de Propaganda fide en Roma.

La Congregación para la Evangelización de los Pueblos (Congregatio pro Gentium Evangelizatione) fue una congregación de la Curia Romana responsable del trabajo misionero y sus actividades relacionadas. Se la conocía más por el antiguo título de Sagrada Congregación para la Propagación de la Fe (Sacra Congregatio de Propaganda Fide). Fue renombrada por el papa Juan Pablo II en 1982. (Nota: El moderno término "propaganda" deriva del nombre de la Congregación y su misión; la palabra no adquirió connotaciones negativas hasta las campañas propagandísticas nacionalistas de la Primera Guerra Mundial).
En junio de 2022, al entrar en vigencia la nueva constitución apostólica Praedicate evangelium, la Congregación se fusionó con el Pontificio Consejo para la Promoción de la Nueva Evangelización, dando origen al Dicasterio para la Evangelización.

## Historia
Fundada en 1622 por el papa Gregorio XV mediante la bula Inscrutabili Divinae, fue encargada de la difusión del catolicismo y de la regulación de los asuntos eclesiásticos en los países no católicos. La importancia intrínseca de sus tareas y la extraordinaria extensión de su autoridad y del territorio bajo su jurisdicción fue la causa de que el cardenal Prefecto de la Propaganda sea conocido como el "papa rojo".
En las áreas fuertemente protestantes, las operaciones de la Congregación fueron consideradas subversivas: el primer misionero, el capuchino Fidel de Sigmaringa (posteriormente canonizado), fue asesinado en los Grisones, Suiza, en abril de 1622.
La jurisdicción de la Congregación se extiende a todos los territorios en los que no se han conformado diócesis (es decir: existen vicariatos apostólicos, prefecturas apostólicas, misiones sui iuris, etc.), se extiende también a toda Asia (excepto las Filipinas), toda África (excepto Egipto y Túnez) y toda Oceanía (excepto Australia). Comprende también las Antillas Menores y algunas áreas de Europa (Bosnia-Herzegovina, Macedonia, Kosovo, Montenegro y el norte de Albania). Comprende 62 conferencias episcopales dentro de su jurisdicción.
Desde 1989 el Prefecto es también Presidente de la Comisión Interdicasterial para los Religiosos Consagrados.
El 19 de marzo de 2022, el papa Francisco publicó la constitución apostólica Praedicate Evangelium que dispuso fusionar la Congregación con el Pontificio Consejo para la Promoción de la Nueva Evangelización, formando el Dicasterio para la Evangelización presidido directamente por el romano pontífice.

## Obras Misionales Pontificias
Como parte de la jurisdicción de la Congregación, en pro de sostener la labor evangelizadora de los misioneros en los pueblos del mundo, las Obras Misionales Pontificias constituyen una institución con cuatro ramas distintas, que tienen en común el objetivo de promover la vocación y el espíritu misionero y universal en el pueblo de Dios. Esto se lleva a cabo mediante la enseñanza, formación y sensibilización respecto a las misiones, la promoción de vocaciones misioneras, la colecta y distribución de ayudas a los misioneros, procurando además el apoyo monetario de la misma Iglesia hacia las Iglesias más jóvenes. Tales Obras Misionales Pontificias son:
- Obra para la Propagación de la fe
- Obra de San Pedro Apóstol
- Obra Misional Pontificia de la Santa Infancia
- Pontificia Unión Misional

Tales obras están organizadas a nivel internacional, nacional y diocesano.

## Prefectos
- Antonio Maria Sauli (1622)
- Ludovico Ludovisi (1622-1632)
- Antonio Marcello Barberini (1632-1671)
- Paluzzo Paluzzi Altieri Degli Albertoni (1671-1698)
- Carlo Barberini (1698-1704)
- Giuseppe Sacripanti (1704-1727)
- Vincenzo Petra (1727-1747)
- Silvio Cardenal Valenti Gonzaga (1747-1756)
- Giuseppe Cardenal Spinelli (1756-1763)
- Giuseppe Maria Cardenal Castelli (1763-1780)
- Leonardo Cardenal Antonelli (1780-1795)
- Giacinto Cardenal Sigismondo Gerdil (1795-1802)
- Stefano Cardenal Borgia (pro-prefecto 1798-1800, prefecto 1802-1804)
- Antonio Cardenal Dugnani (1804-1805)
- Michele Cardenal di Pietro (1805-1814)
- Lorenzo Cardenal Litta (1814-1818)
- Francesco Cardenal Fontana (1818-1822)
- Ercole Consalvi (pro-prefecto 1822-1824, prefecto 1824)
- Giulio Maria della Somaglia (pro-prefecto 1824-1826)
- Mauro Cardenal Capellari (1826-1831)
- Carlo Maria Cardenal Pedicini (1831-1834)
- Filippo Cardenal Fransoni (1834-1856)
- Allesandro Cardenal Barnabò (1856-1874)
- Alessandro Cardenal Franchi (1874-1878)
- Giovanni Cardenal Simeoni (1878-1892)
- Mieczysław Halka Ledóchowski (1892-1902)
- Girolamo Maria Cardenal Gotti (1902-1916)
- Domenico Cardenal Serafini (pro-prefecto 1916, prefecto 1916-1918)
- Willem Marinus Cardenal van Rossum (1918-1932)
- Pietro Fumasoni Biondi (1933-1960)
- Samuel Stritch (pro-prefecto 1958)
- Gregorio Pedro XV Agagianian (pro-prefecto 1958-1960, prefecto 1960-1970)
- Agnelo Cardenal Rossi (1970-1984)
- Dermot J. Ryan (pro-prefect 1984-1985)
- Jozef Tomko (pro-prefecto 1985, prefecto 1985-2001)
- Crescenzio Sepe (2001-2006)
- Ivan Dias (2006-2011, renuncia)
- Fernando Filoni (2011-2019)
- Luis Antonio Tagle (2019-2022)

Desde 2022, se mantiene el cargo pero en calidad de pro-prefecto.